# Egvonne
Egvonne – rzeka we Francji, przepływająca przez tereny departamentów Loir-et-Cher oraz Eure-et-Loir, o długości 24,2 km. Stanowi prawy dopływ rzeki Loir.